# Ódry Árpád
Ódry Árpád (Budapest, 1876. szeptember 25. – Budapest, 1937. április 5.) magyar színész, színiakadémiai tanár, rendező, színigazgató. Testvére Ódry Attila operaénekes.

## Élete
Színészcsaládba született 1876. szeptember 25-én Budapesten: apja, az Operaház híres baritonistája, Ódry Lehel balett-táncosnő feleségével négy fiúgyermeket nevelt. A másodszülött Árpád 1898-ban kapta meg a diplomáját az Országos Magyar Királyi Színművészeti Akadémián, s ezután vidéki évek következtek: Kolozsvárott, Debrecenben Kassán és Temesváron játszott. 1904-ben szerződött a budapesti Vígszínházhoz, amelynek játékstílusába nem sikerült beilleszkednie. Végül levélben ajánlotta fel tehetségét Somló Sándornak, a Nemzeti Színház igazgatójának, így lett a következő évben az ország első társulatának tagja, 1912-től rendezője, 1923-tól örökös tagja, 1931–1935 között az intézmény főrendezője.
1920–1922 között ő volt a Budapesti Színész Szövetség alelnöke, 1925-től elnöke. 1929-ben lett a Színiakadémia tanára, 1930-tól igazgatója, 1917-ben a Fészek művészklub igazgatójaként működött. Tagja volt a Kisfaludy Társaság Shakespeare-bizottságának, 1929-től a Magyar Rádiónál dramaturgi és főrendezői feladatokat látott el.
Színészként elsősorban tragikus szerepeket osztottak rá, III. Richárd-alakításáért 1928-ban Greguss-díjat kapott. Legnagyobb sikereit Shakespeare és Ibsen hőseiként aratta: Lorenzo (Shakespeare: A velencei kalmár), Mercutio (Rómeó és Júlia), Laertes (Hamlet), Prospero (A vihar), III. Richárd, Rank doktor (Ibsen: Nóra), Rosmer (Rosmersholm), Löfborg (Hedda Gabler) Solness (Solness építőmester). 1912-től haláláig 45 darabot rendezett a Nemzeti Színházban, többek között Friedrich Schiller, August Strindberg, Henrik Ibsen, és George Bernard Shaw-drámákat.
Eredeti beszédhibáját nem kis nehézségek árán küzdötte le, utána a tökéletességig fejlesztett beszédkultúrájával tűnt ki, s tanárként is a tiszta, kulturált beszédstílus átadásán fáradozott. Az első színészek egyike volt, aki a klasszikus szerepeket is realisztikusan, pátosz nélkül adta.

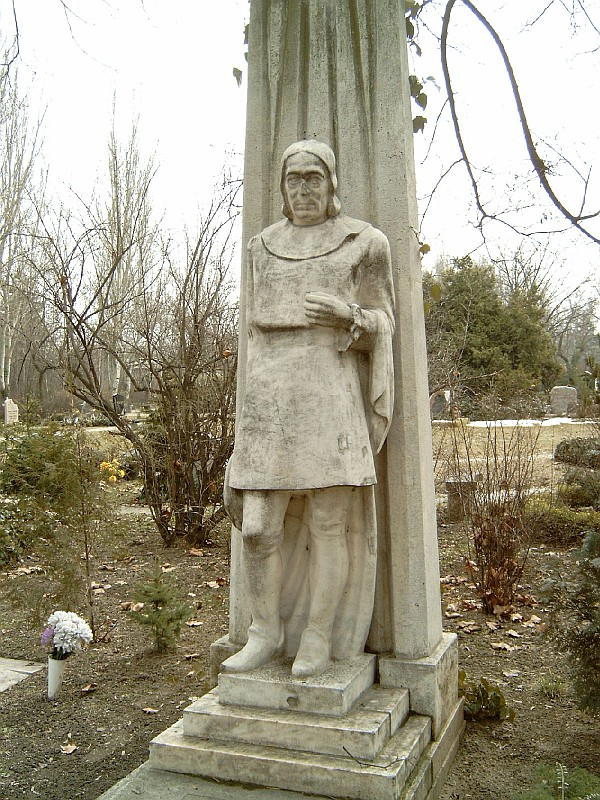
Ódry Árpád sírja Budapesten. Kerepesi temető: 42-1-64

Jóvágású, szép szál férfi volt, aki szép bariton hangjával elsősorban a hölgyközönséget bűvölte el. Ő maga is nagy hódolója volt a női nemnek, megnősülni azonban nem volt hajlandó. A gyengébb nem egyetlen képviselőjéhez ragaszkodott csak: házasságon kívül született leányához, akiről élete végéig gondoskodott, és javait is rá hagyta.
Ígéretes karrierjét különféle betegségek szakították meg. 1906-ban a szemével voltak problémák, majd a gégéje gyulladt be, végül tüdőbaj támadta meg, amit aztán Egyiptomban kezeltetett. Ettől kezdve vigyázott magára, odafigyelt az egészséges életmódra, több időt szakított a sportolásra. Szeretett utazgatni, a nyarakat a Tátrában vagy a Balatonnál töltötte, túrázott, úszott. A felfokozott életritmus azonban így is az egészsége rovására ment, élete utolsó szakaszában már rendszeres orvosi megfigyelés alatt állt. Szívrohamban hunyt el 1937. április 5-én. Az ő nevét viseli az a művészotthon, ahol idős művészek töltik napjaikat, továbbá a Színház- és Filmművészeti Egyetem színpada.
Főszerepeket játszott Molière, Beaumarchais, Paul Bourget, Gerhart Hauptmann, Pierre Wolf, Jules Romains, Bésier, William Somerset Maugham, Zilahy Lajos, Móricz Zsigmond, Hevesi Sándor darabjaiban.

## Főbb szerepei
- Kreon (Szophoklész: Oidiposz király)
- Haemon (Szophoklész: Antigoné)
- Paris (Shakespeare: Romeo és Julia)
- Metellus Cimber (Shakespeare: Julius Caesar)
- Petrucchio, Hamlet, Macbeth, III. Richard, Lear király, Othello, Leontes, Prospero; Tanner John (Shaw)
- Bánk bán (Katona József: Bánk bán)
- Biberach (Katona József: Bánk bán)
- Tudós (Vörösmarty Mihály: Csongor és Tünde)
- Petronius Maximus (Teleki Sámuel: Kegyenc)
- Ádám és Lucifer (Madách Imre: Az ember tragédiája)
- Kossuth Lajos (Herczeg: A híd)